# Loyal to Myself
Loyal to Myself è il sesto album in studio della cantante tedesca Lena, pubblicato il 31 maggio 2024 dall'etichetta discografica britannica Polydor Records.
L'album include i singoli Strip e Looking for Love, che sono stati lanciati molto tempo prima della pubblicazione dello stesso. In aggiunta include i brani What I Want, Straitjacket e Loyal to Myself, la title track.

## Successo commerciale
Il redattore di laut.de, Kai Butterweck, ha scritto che il pop di Lena è insipido e non guasta. Non troverete un grande inno o una vera hit. Ma forse non è questo il punto. Loyal to Myself non è un album che farà impazzire le masse. È un disco che potete ascoltare a casa se siete fan del pop solido e rock.
Loyal to Myself ha debuttato al quinto posto della classifica degli album tedeschi nella settimana del 7 giugno 2024.

## Tracce
1. Let Me Dream (Lena Meyer-Landrut, Nicolas Rebscher, Sophie Simmons) – 1:06
2. Loyal to Myself (Meyer-Landrut, N. Rebscher, Sam Merrifield, Hannah Wilson) – 2:28
3. Brown Blue Eyes (L. Meyer-Landrut, Tobias Kuhn, Philipp Steinke) – 3:01
4. Right Reasons (Meyer-Landrut, Joe Walter, Michele Geldreich, Simmons) – 3:02
5. First Love (Meyer-Landrut, Walter, Geldreich, S. Simmons) – 2:50
6. See You Later (Lena Meyer-Landrut, Geldreich, S. Simmons) – 2:53
7. Run Charlie (Meyer-Landrut, Rebscher, Simmons) – 2:39
8. I Miss You (L. Meyer-Landrut, Dewain Whitmore, Jr., Sofia Quinn, Teal Douville) – 2:42
9. Good Again (L. Meyer-Landrut, N. Rebscher, Simmons) – 2:47
10. Unbreakable (Meyer-Landrut, Rebscher, Simmons) – 2:51
11. Mean Girls (Meyer-Landrut, Rebscher, Simmons) – 2:22
12. Drug Worth Doing (L. Meyer-Landrut, Alex Schwartz, Casey Smith, Jake Torrey, Joe Khajadourian, Potthoff) – 2:44
13. Lass mich träumen (Lena Meyer-Landrut) – 1:04
14. Strip (Meyer-Landrut, Rebscher, S. Simmons) – 2:47
15. Looking for Love (Meyer-Landrut, Beatgees, Yanek Stärk, D. Vogt, Walter) – 2:40
16. What I Want (L. Meyer-Landrut, Reinhardt, Walter) – 2:50
17. Straitjacket (Lena Meyer-Landrut, Hailey Collier, Nikolaj Mohr, Sophia Brenan) – 2:40